# André Hirt
Pour les articles homonymes, voir Hirt.
André Hirt, né en 1955 à Bousseviller en Moselle, est un philosophe français de formation hégélienne. Par la suite, il s'est particulièrement intéressé à Charles Baudelaire et à Walter Benjamin.

## Carrière d'enseignant
Agrégé de Philosophie, puis professeur de Chaire supérieure, docteur en philosophie, André Hirt a enseigné cette discipline  aux lycées Bartholdi de Colmar, Schweitzer et Montaigne de Mulhouse, André Hirt enseigne en CPGE dans ce même lycée (préparation aux concours des écoles de commerce) ainsi qu'au lycée Fustel-de-Coulanges de Strasbourg en classe de lettres supérieures, puis au lycée Claude-Fauriel de Saint-Étienne en première supérieure. Il termine sa carrière de professeur au lycée Faidherbe de Lille, où il enseigne en khâgne (première supérieure). Depuis 2011, André Hirt est membre sociétaire de la Société française de Philosophie. 

## Ancrage philosophique
D'abord traducteur de Walter Benjamin, l’intérêt pour la pensée de Charles Baudelaire a donné lieu à la rédaction d’une thèse ainsi qu’à plusieurs ouvrages dont le cœur est constitué  par la notion de modernité. Un livre sur le polémiste autrichien Karl Kraus reprend cette thématique et l’étend à une opposition entre l’actualité journalistique et la littérature. C’est ainsi que trois livres consacrés à Thomas Mann et à son roman Le Docteur Faustus cherchent à évaluer la possibilité comme le sens de notion de création artistique dans le champ du Moderne.  
Passionné de musique, sous le signe de laquelle il écrit notamment L'étoilement de l'existence en 2005, c'est avec son collègue et ami Philippe Choulet, professeur au lycée Fustel de Coulanges, qu'il publie L'idiot musical : Glenn Gould, contrepoint et existence, en 2006. Cet ouvrage est suivi par La Condition musicale, un livre sur l’expérience de la musique à la fois subjectif et général, et par Staccato qui rassemble des textes sur les écrivains et les musiciens.
La peinture et la photographie ne sont pas en reste avec des livres sur Hélène Schjerfbeck, Walker Evans toujours à la lumière de Baudelaire.
La figure de l'idiot, comme celle de l'enfant, caractérisée par une certaine hébétude, est un motif qui apparaît dans plusieurs de ses ouvrages. C'est une des entrées dans sa philosophie de l'art, où l'éthos de l'artiste est compris comme une tension insoutenable que l'« idiotie » ou l'enfance permettent de surmonter et dont l'innocence et la parole oblitérée se lisent en filigrane dans l'œuvre d'art.
Plus récemment, il s'est consacré à l'interprétation de la philosophie de Philippe Lacoue-Labarthe, à qui il a consacré un ouvrage ainsi que des interventions en colloque.
Un ouvrage consacré à Jean-Luc Nancy revient sur la grande séquence philosophique de l’Université de Strasbourg dans les années 70 et 80.

Il participe régulièrement à des émissions de radio sur France Culture. Muzibao, le site de musique dirigé par Florence Trocmé, publie régulièrement ses chroniques. En septembre 2023, il lance le site Opus 132 consacré à la musique et la peinture, la philosophie et la littérature.
Son œuvre est essentiellement publiée aux Éditions Kimé et Encre Marine. 
À cet égard, le livre Articulations de l’existence constitue autant un point d’aboutissement de son œuvre qu’une ouverture sur une reformulation de l’écriture philosophique en symbiose avec la littérature. Une trilogie constituée par un récit, une chronique et un roman de formation en explore actuellement les possibilités et la fécondité (Le Voyage avec l’enfant, déjà paru, Seuils du silence, à paraître en novembre 2025, avant le troisième volume qui doit voir le jour en 2026).
Les notions et les concepts de mémoire oubliée, d’espérance historique et de percée dans la pensée vers l’inouï et les formes inédites de l’existence sont au cœur de son œuvre. 

## Œuvres
- Baudelaire, l'exposition de la poésie, Paris, Kimé, 1998.
- Versus - Hegel et la philosophie à l'épreuve de la poésie, Paris, Kimé, 1999.
- Il faut être absolument lyrique, une constellation de Baudelaire, Paris, Kimé, 2000.
- L'Universel reportage et sa magie noire, Paris, Kimé, 2002.
- Musil, le feu et l'extase : Contribution à une vie exacte, Paris, Kimé, 2003.
- L'étoilement de l'existence, Paris, Kimé, 2005.
- Avec Philippe Choulet, L'Idiot musical : Glenn Gould, contrepoint et existence, Paris, Kimé, 2006.
- Le poème de la raison. Descartes, Paris, Kimé, 2006.
- Le Lied, la langue et l'histoire (Hugo Wolf), Paris, Éditions de La Nuit, 2008.
- Un homme littéral - Philippe Lacoue-Labarthe, Paris, Kimé, 2009.
- Baudelaire, le monde va finir, Paris, Kimé, 2010.
- L'Écholalie, Paris, Hermann, 2011.
- Ce rien que moi dur et glacial : Helene Schjerfbeck, Paris, Les Belles Lettres, 2012.
- La Grâce désaccordée, Paris, Kimé, 2014.
- Col de la Passante, littérature : Büchner, Stifter..., Paris, Kimé, 2015.
- Staccato, musiques, existences, philosophies, Paris, Kimé, 2016.
- Chantier Faustus : Thomas Mann et le roman de l'époque, Paris, Kimé, 2017.
- La Condition musicale, Paris, Encre marine, 2018.
- Les Images profondes, De la photographie Walker Evans et Baudelaire, Paris, Kimé, 2020.
- La dernière sonate (De l'extrême à l'humain), Paris, Kimé, 2021.
- L'idée perroquet : la folie douce de Flaubert-Félicité, Paris, Kimé, 2022.
- Promesse de Beethoven, Paris, Hermann, coll. « Le Bel Aujourd'hui », 2023.
- Les couleurs heureuses, in Evelyne Widmaier peintre, 2023.
- Articulations de l'existence, Paris, Kimé, 2023.
- Portrait du philosophe en grand vivant, Jean-Luc Nancy, Paris, Kimé, 2024.
- Le voyage avec l'enfant, Rouen, Les Grands Détroits, 2024.
- Charles Baudelaire, La Photographie, avec deux textes de André Hirt, Paris, Kimé, 2025.
- Seuils du silence, Rouen, Les Grands Détroits, octobre 2025.

## Traductions
- Walter Benjamin : Origine du drame baroque allemand, traduit de l'allemand par Sibylle Müller avec le concours d'André Hirt, préface de Irving Wohlfarth, Paris, Flammarion, coll. « La Philosophie en effet », 1985, repris dans la coll. « Champs », Paris, Flammarion, 2000.

## Contributions
- Erwin Rohde, Psyché, Les Belles Lettres, 2017 (avant-propos).
- Les dieux et les hommes, Ellipses, 2018, (préface).

## Articles en ligne
- Jean- Luc Nancy : ”Le sens du monde”, Multitudes, 1997[6].
- Combien vaut la IXe Symphonie ?, Muzibao, 2017[7].
- L’écholalie. Origines de l’œuvre d’art : Baudelaire et «le cas Wagner», Stalker - Dissection du cadavre de la littérature, éd. Juan Asensio, 2007[8].
- « Écrire la musique », Muzibao, 2017[9].
- Chantier Faustus II "Heiterkeit, Mozart", Muzibao, 2019[10].
- CHANTIER FAUSTUS II/10, Beethoven II, Muzibao, 2019[11].
- CHANTIER FAUSTUS II/11, "Beethoven III, l'oreille musicienne", Muzibao, 2019[12].